# Sanjuanera
Dans le monde de la tauromachie, la Sanjuanera  encore appelée Sanjuanera de Procuna  du nom de son inventeur, le matador  mexicain Luis Procuna,  est une passe haute de muleta, effectuée de la main gauche (naturelle).

## Description
Le matador soulève l'épée du côté contraire (généralement gauche) à l'élan du taureau et il effectue lui-même un retournement sur place après avoir indiqué la sortie à l'animal. C'est une manœuvre peu aisée, souvent utilisée par les matadors devant des taureaux difficiles (qui ne passent pas), mais à laquelle on enlève souvent le nom de son créateur pour la désigner simplement sous le nom de Passe haute.

## Postérité
Cette passe, qui a été quelque peu oubliée en même temps que son inventeur, Luis Procuna, était quelque peu boudé à partir des années 1966-1967 par les empresas pour ses activités syndicales, et cinématographiques. Au point que son nom même s'est transformé en un terme plus général de passe aidée par le haut, sans mention du nom de son créateur .